# Lissanthe strigosa
Lissanthe strigosa là một loài thực vật có hoa trong họ Thạch nam. Loài này được (Sm.) R. Br. mô tả khoa học đầu tiên năm 1810.